# Sliporod
Sliporod (ukrainisch Сліпород; russisch Слепород Sleporod) ist ein Dorf im Norden der ukrainischen Oblast Sumy mit etwa 250 Einwohnern.

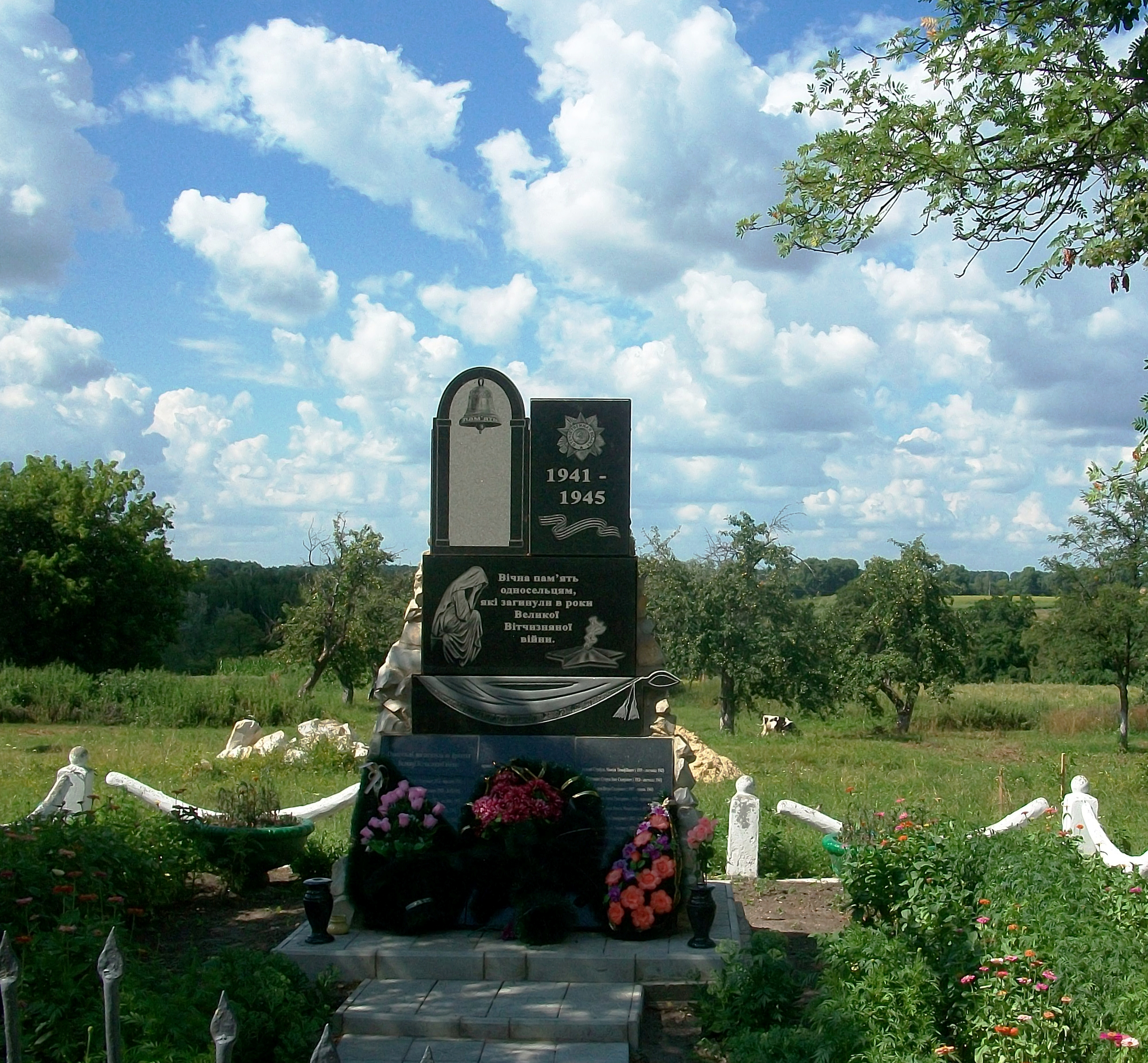
Denkmal für die im Großen Vaterländischen Krieg gefallenen Dorfbewohner

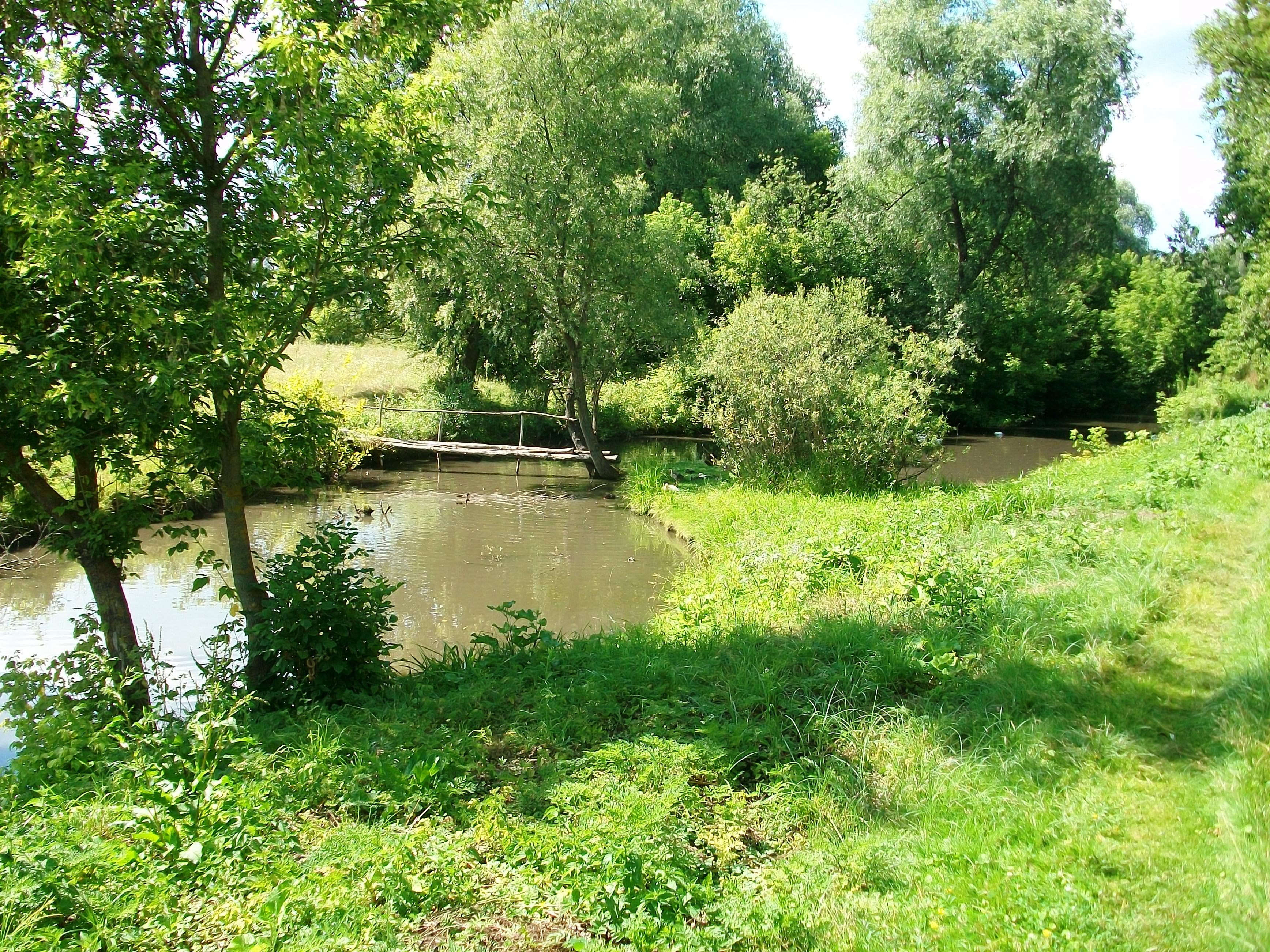
Der Fluss Rakyta bei Sliporod

Die Ortschaft liegt auf einer Höhe von 150 m am Ufer der Rakyta (Ракита) einem 18 km langen, rechten Nebenfluss des Esman (Есмань; Flusssystem Dnepr) 4 km flussabwärts vom Dorf Poloschky (Полошки). Das Dorf befindet sich etwa 6 km südwestlich vom Gemeinde- und ehemaligen Rajonzentrum Hluchiw und etwa 130 km nordwestlich vom Oblastzentrum Sumy. In Sliporod wurde am 9. Mai 2012 auf Initiative der örtlichen Kriegsveteranen ein Denkmal für die im deutsch-sowjetischen Krieg umgekommenen Bewohner des Dorfes anstelle eines abgegangenen Denkmals aus dem Jahr 1965 errichtet.
Am 12. Juni 2020 wurde das Dorf ein Teil der neugegründeten Stadtgemeinde Hluchiw, bis dahin war es Teil der Stadtratsgemeinde Hluchiw unter Oblastverwaltung im Zentrum des ihn umgebenden Rajons Hluchiw.
Am 17. Juli 2020 kam es im Zuge einer großen Rajonsreform zum Anschluss des Rajonsgebietes an den Rajon Schostka.